# Aelbert Jansz. van der Schoor
Aelbert Jansz. van der Schoor (Utrecht, c. 1603- Utrecht, c. 1672) fue un pintor neerlandés. A veces aparece escrito como Abraham van der Schoor.

## Biografía
Activo entre  1643 y 1662 en Utrecht, Dordrecht y quizás Enkhuizen. Fue autor de retratos, temas históricos, bodegones y vanitas. Uno de sus temas más recurrentes fueron los bodegones de peces, en la tradición de Willem Ormea y Adam Willaerts.
Entre sus obras destaca Vanitas (c. 1640-1660, Rijksmuseum, Ámsterdam), un sobrecogedor conjunto de seis calaveras junto a varios huesos más, además de rosas, un reloj de arena y una vela encendida; sobre un estante al fondo hay varios documentos con sellos y libros.

## Galería

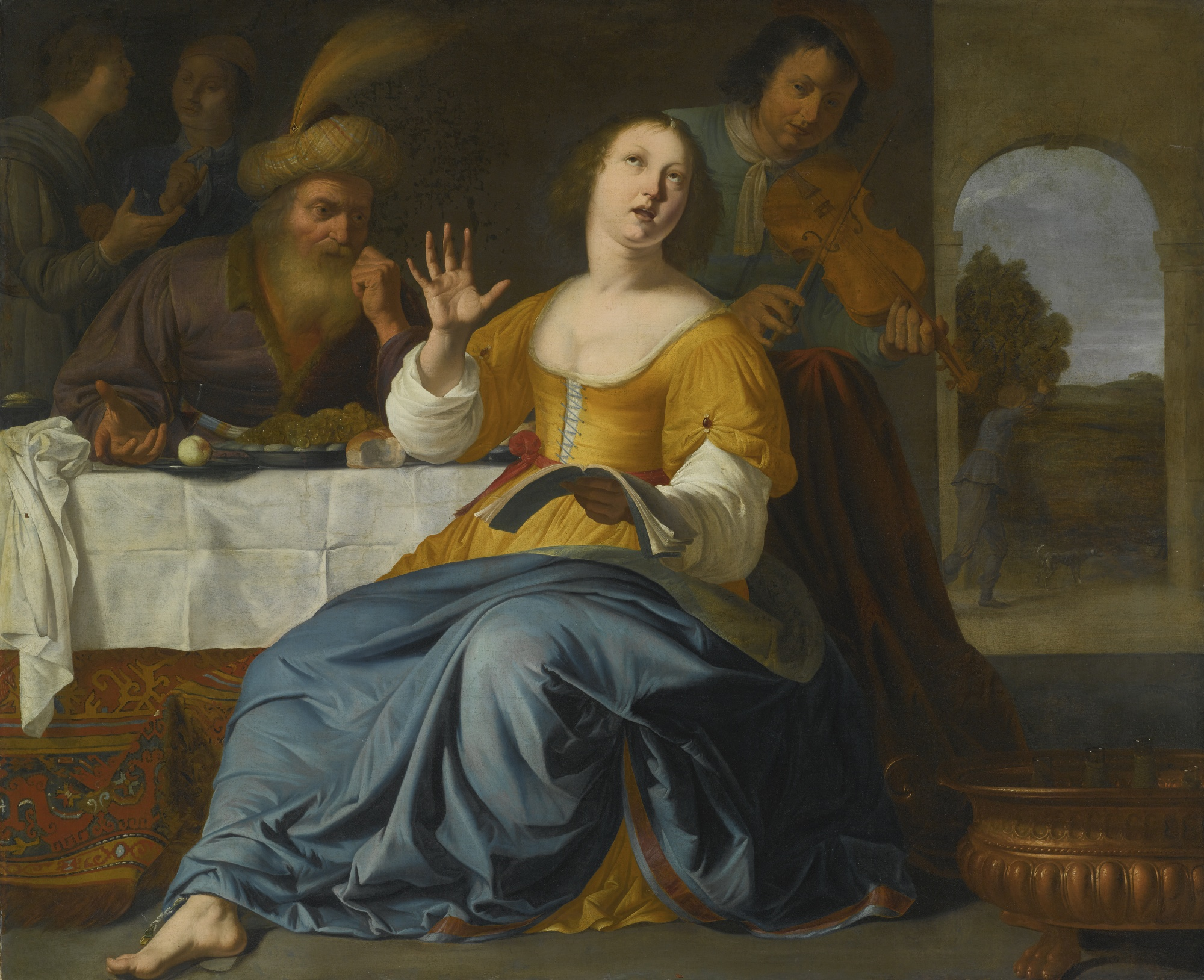
Esther y Mordecai (1643), colección privada
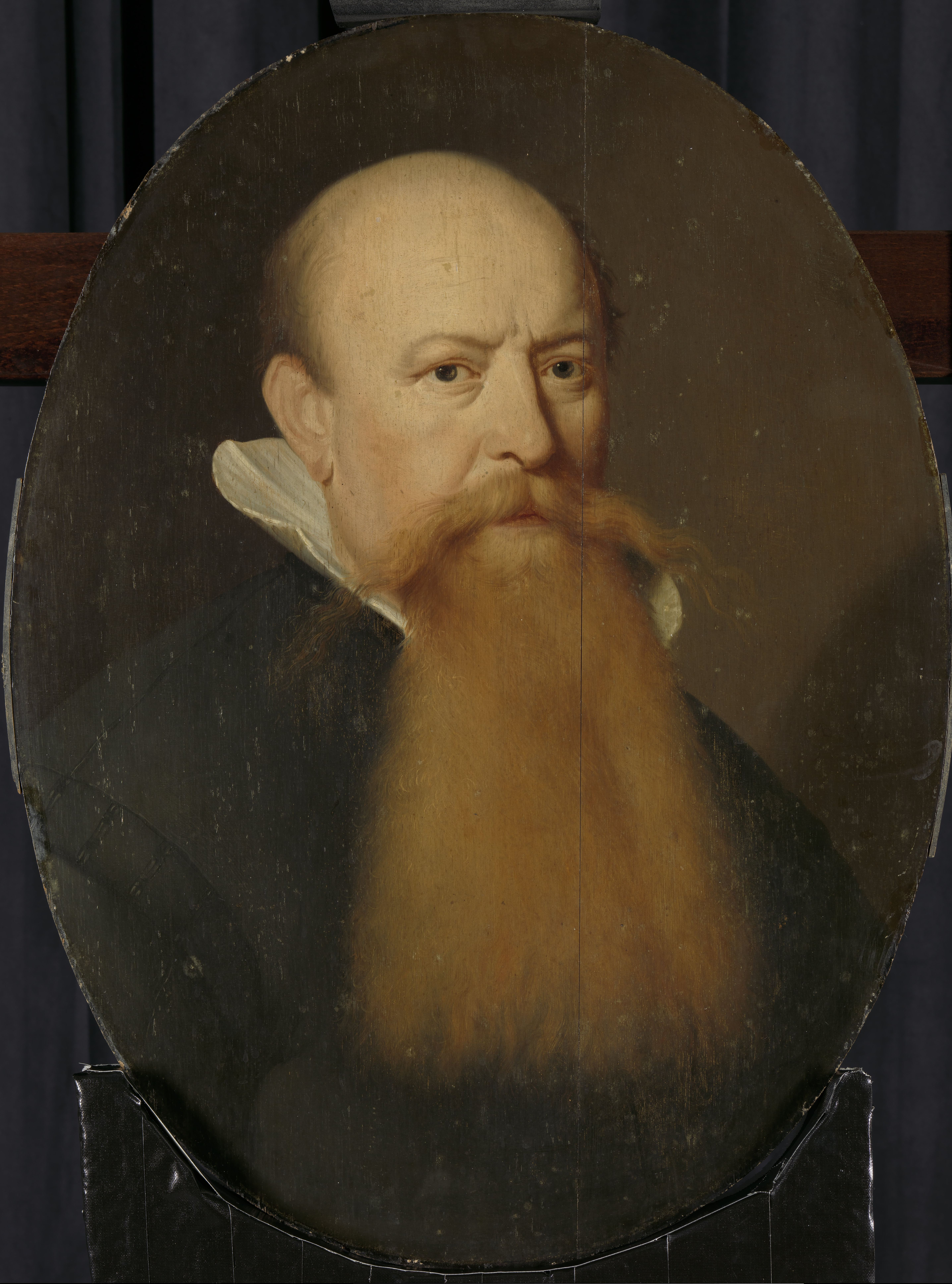
Retrato de un hombre (1647), Rijksmuseum, Ámsterdam
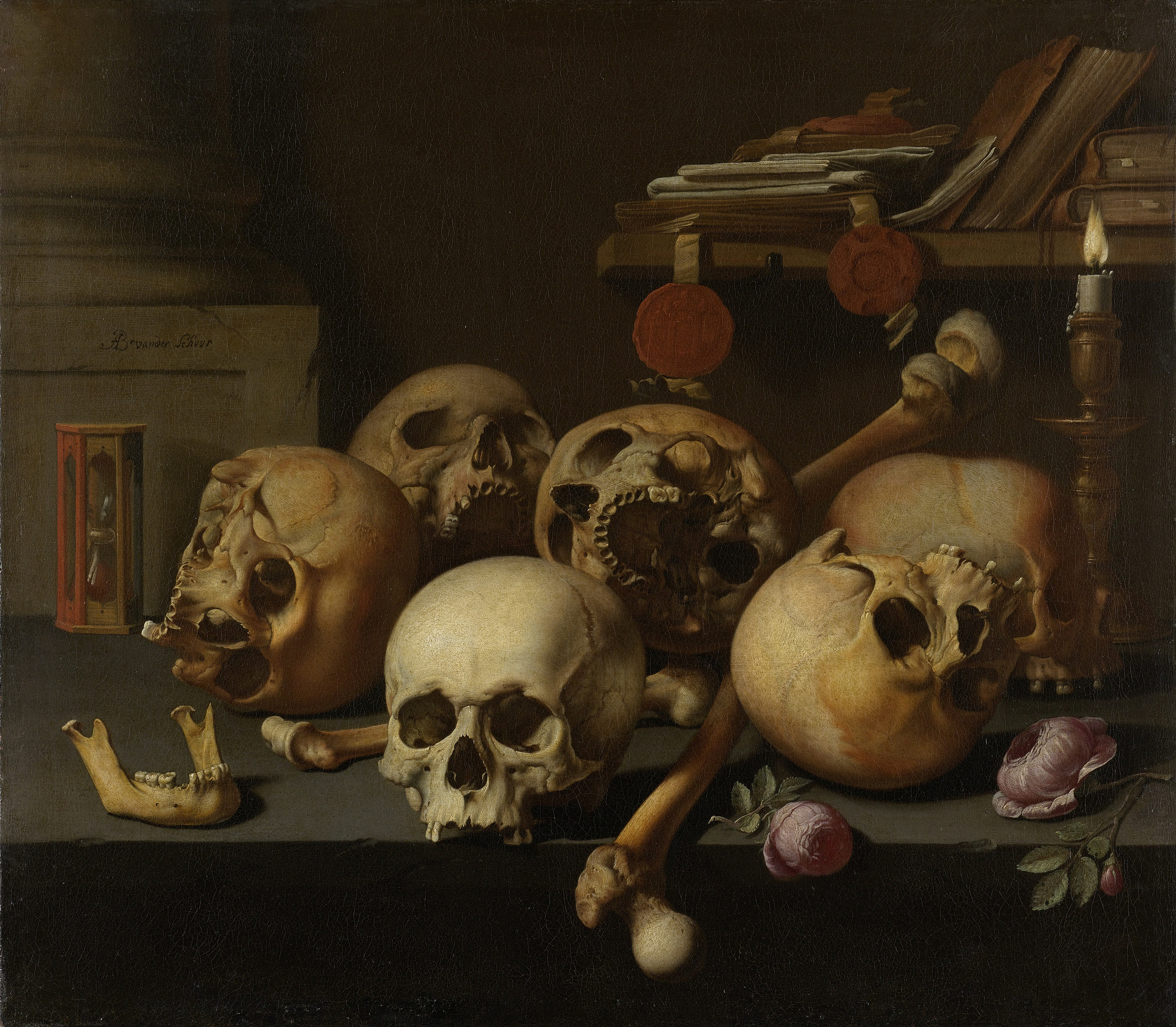
Vanitas (c. 1640-1660), Rijksmuseum, Ámsterdam
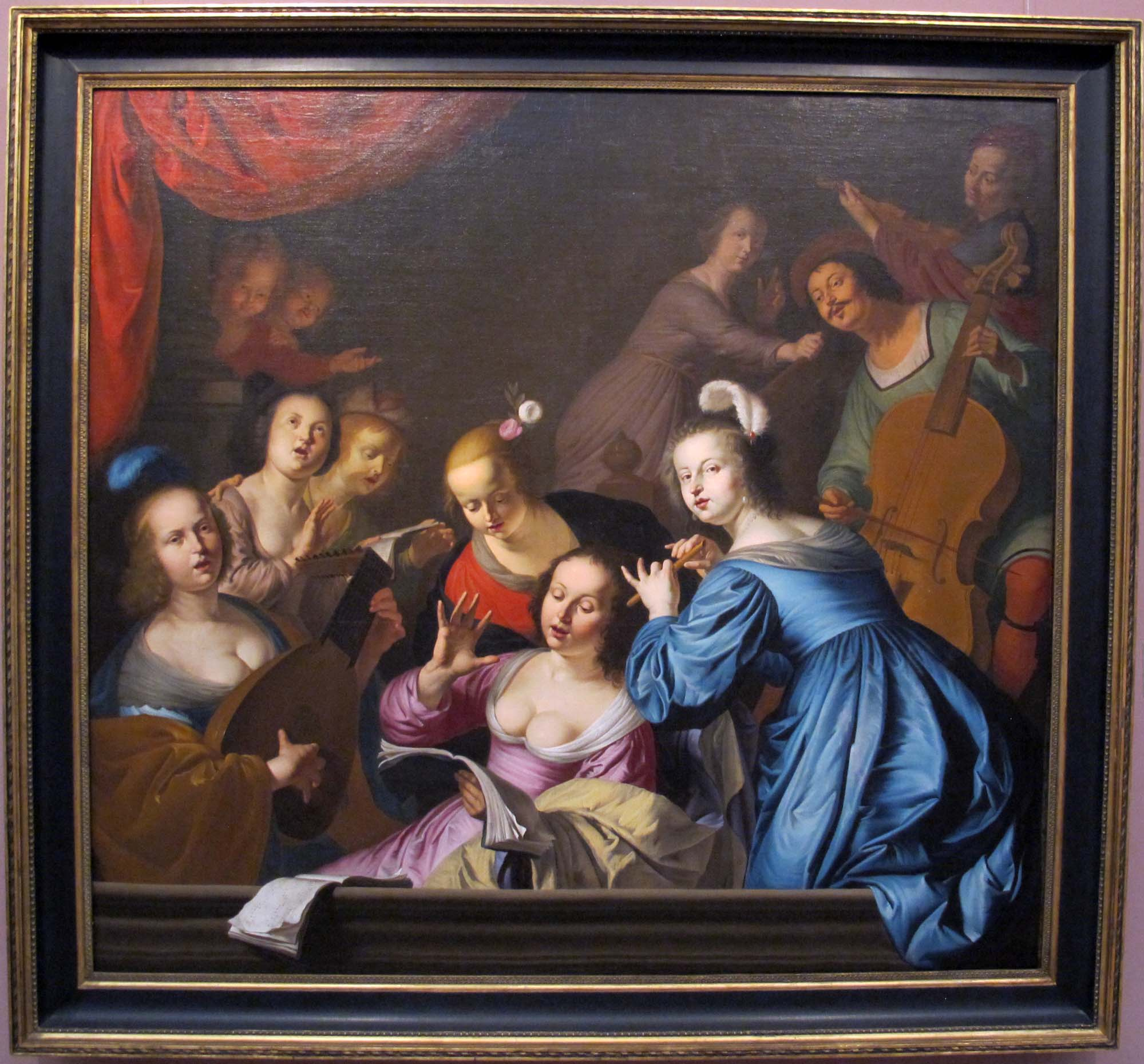
Concierto, Museo Nacional de Arte de Rumanía, Bucarest
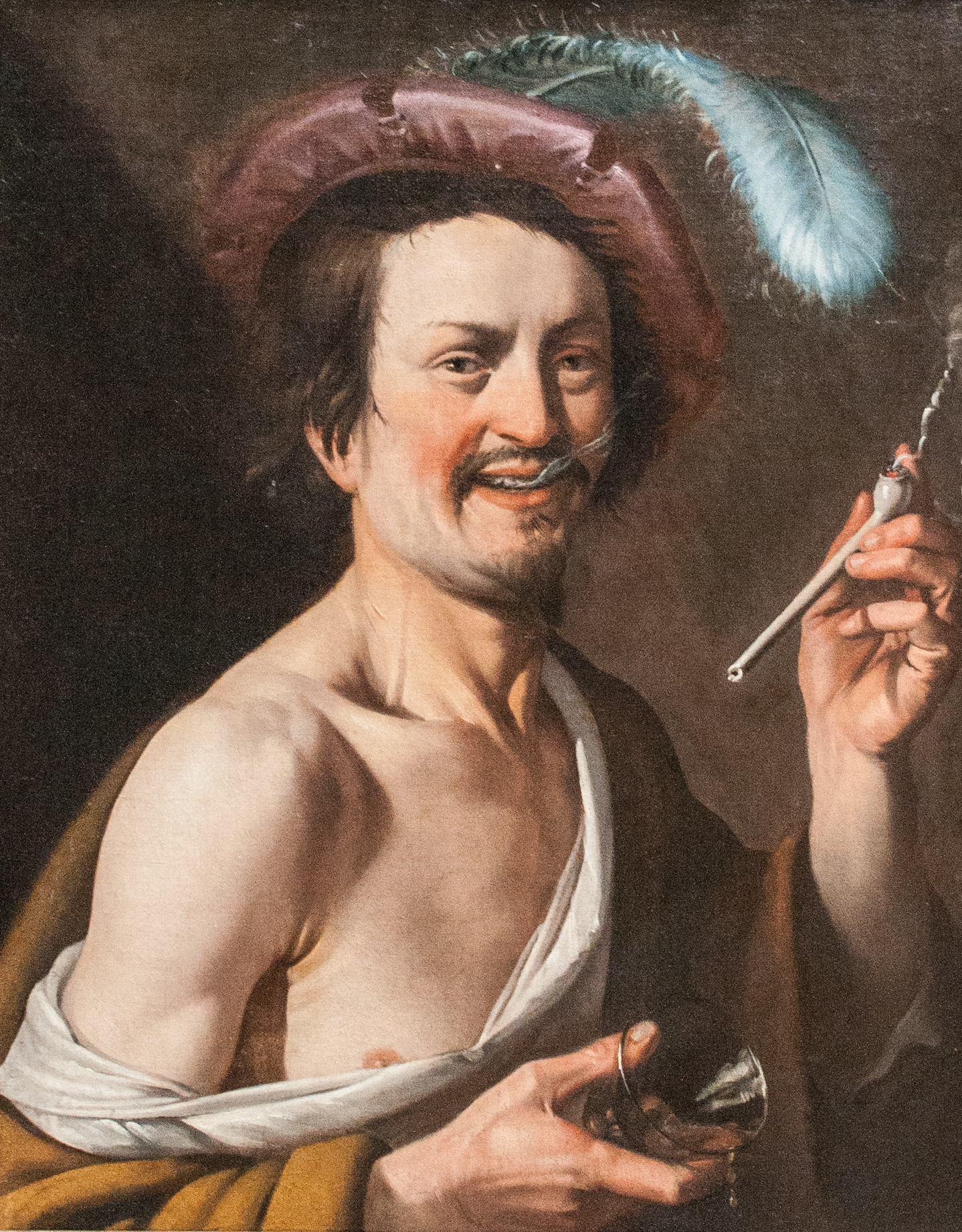
Alegoría del sentido del olfato, Museo de Bellas Artes de Gante